# Torrente Verrino
Torrente Verrino este o arie protejată (arie specială de conservare — SAC, sit de importanță comunitară — SCI) din Italia întinsă pe o suprafață de 93 ha, integral pe uscat.

## Localizare
Centrul sitului Torrente Verrino este situat la coordonatele 41°45′30″N 14°25′40″E / 41.758333°N 14.427778°E.

## Înființare
Situl Torrente Verrino a fost declarat sit de importanță comunitară în septembrie 1995 pentru a proteja 9 specii de animale. Situl a fost protejat și ca arie specială de conservare în martie 2017.

## Biodiversitate
Situată în ecoregiunea mediteraneană, aria protejată conține 2 habitate naturale: Galerii de Salix alba și de Populus alba, Râuri mediteraneene cu debit permanent cu specii de Paspalo-Agrostidion și galerii riverane de Salix și de Populus alba.
La baza desemnării sitului se află mai multe specii protejate:
- păsări (8): șerpar (Circaetus gallicus), erete de stuf (Circus aeruginosus), erete vânăt (Circus cyaneus), erete cenușiu (Circus pygargus), Falco biarmicus, șoim călător (Falco peregrinus), gaia roșie (Milvus milvus), viespar (Pernis apivorus)
- pești (1): Alburnus albidus